# Viggiù
Viggiù är en ort och kommun i provinsen Varese i regionen Lombardiet i Italien. Kommunen hade 5 264 invånare (2018) och gränsar till kommunerna: Arcisate, Besano, Bisuschio, Cantello, Clivio, Meride (Schweiz), Saltrio.

## Kända personer från staden
- Flaminio Ponzio